# 卡夫拉德尔坎普
卡夫拉德尔坎普，是西班牙加泰罗尼亚塔拉戈纳省的一个市镇。总面积27平方公里，总人口682人（2001年），人口密度25人/平方公里。